# Plaza de toros de Campofrío
La plaza de toros de Campofrío (Huelva) es una de las plaza de toros más antigua de España junto con la plaza de toros de Béjar (1711) y la de Las Virtudes construida en 1716. El coso está inscrito como monumento en el Catálogo general del Patrimonio Artístico Andaluz como Bien de Interés Cultural con fecha de julio de 2016. Forma parte de la Unión de Plazas de Toros Históricas desde el año 2001.

## Historia
La historia de la plaza de toros es la historia de la cofradía de Santiago Apóstol. Fue esta institución la que decidió abordar la construcción de un coso taurino donde practicar la lidia de toros, tan enraizada entonces en la localidad. Casi un siglo después de la conformación de la cofradía de Santiago Apóstol, en 1716 los cofrades y los vecinos de la localidad (por aquel tiempo dependiente de Aracena) iniciaron el proceso para la construcción de un coso taurino de mampostería. Debió de haber en la localidad un fuerte arraigo a los juegos con el toro, pues en 1716 se solicitó permiso a la villa de Aracena para la construcción de un coso taurino circular, de mampostería y a las afueras de la aldea, en el terreno conocido como Navalmentiño.
La decisión, tal como aparece en la transcripción, fue consentida por el Cabildo de Aracena, del que dependía Campofrío en los inicios del siglo XVIII. No será hasta 1753 cuando un Real Privilegio, otorgado por Fernando VI, y gracias al consentimiento del Conde de Altamira, intitulado Príncipe de Aracena, concediera a Campofrío el título de «villa de por sí y sobre sí». La respuesta favorable por parte del Cabildo de Aracena fue el inicio del proyecto arquitectónico que, con modificaciones, ha llegado hasta nuestros días, ya que en el propio verano de 1716 comenzaron las obras de la plaza de toros.

## Arquitectura
La plaza de toros de Campofrío tiene una planta circular, formada por un anillo de 53,70 m de diámetro constituido por un muro de piedra y tapial de 40 centímetros de espesor y 1,25 de altura, y de otro exterior, concéntrico al mismo, formando un graderío de 1,2 m, de base y 1,60 m de altura interior y 2,50 m en el exterior. Entre ambos anillos hay un callejón de 2,05 m de ancho que sirve tanto para la protección de los profesionales de los espectáculos taurinos como de entrada y salida de la plaza y acceso a graderío. Se completa la edificación con los corrales. El edificio está exento en todo su perímetro, y la entrada principal se sitúa mirando al oeste y destaca por su palco presidencial que hace de elemento principal diametralmente opuesto a los corrales de los toros.
Tanto el muro de barrera, de unos 40 centímetros de espesor, como el graderío, de unos 155 centímetros, se componen de una base de mampostería enripiada, tomada con mortero de barro al que se le añadían elementos naturales como paja o excrementos de vaca que cumplían la función de armadura.

## Otros datos
Desde 1960, la Lotería Nacional ilustró sus billetes con temas monográficos variados. Aquí la plaza de toros de Campofrío tuvo el reconocimiento a su antigüedad y apareció en el sorteo n.º 9 de 18 de marzo de 1971. 
A lo largo de su historia, la plaza de toros de Campofrío ha acogido eventos de diversa índole: campeonatos de tiro al plato, pista de tenis, conciertos, jornadas de astronomía, espectáculos ecuestres...
Tras la Resolución de 27 de febrero de 2015 de la Secretaría General de Cultura de la Junta de Andalucía, se ha incoado el procedimiento para la inscripción de la plaza en el Catálogo General del Patrimonio Histórico Andaluz como Bien de Interés Cultural, con la tipología de Monumento, dada sus características y valores patrimoniales, así como sus necesidades específicas de tutela.